# Chauvirey-le-Châtel
Chauvirey-le-Châtel è un comune francese di 115 abitanti situato nel dipartimento dell'Alta Saona nella regione della Borgogna-Franca Contea.

## Società

### Evoluzione demografica
Abitanti censiti